# Кузу (ссавець)
Trichosurus (Кузу) — рід ссавців з когорти сумчасті (Marsupialia), родини кускусових. Етимологія: грец. τριχος — волосся у родовому відмінку, грец. ουρά — "хвіст".

## Опис
Морфометрія. Довжина голови й тіла: 320–580 мм, довжина хвоста: 240–350 мм, вага: 1.3–5.0 кг. 
Зовнішність. Забарвлення T. vulpecula дуже різноманітне: сіре, коричневе, чорне й біле, кремове. На Тасманії майже суціль поширені чорні особини. Є також статевий диморфізм в кольорі: дорослі самці мають червонуватий відтінок на плечах. У T. caninus основний колір темно-сірий чи чорний з відблиском. Хутро товсте, вовнисте, м'яке. Хвіст добре вкритий волоссям і чіпкий, щонайменше прикінцева його частина оголена знизу. Самиці роду Trichosurus мають добре розвинену сумку, що відкривається вперед і містить дві молочні залози.   

## Спосіб життя
Усі види нічні, деревні й зазвичай гніздяться в отворах дерев. Раціон складається з молодих паростків, листя, квітів, фруктів, насіння, у меншій мірі комах, іноді молодих птахів. T. vulpecula в основному живуть поодинці. Вагітність триває 17.5 діб у T. vulpecula й 16.2 доби в T. caninus. Народжується тільки одне маля. Зростання у T. vulpecula відбувається досить швидко. Дитинча живе в сумці 4–5 місяців, годується молоком 6–7 місяців, відділяється від матері на 6–18 місяць, самиці досягають статевої зрілості в 9–12 місяців. T. caninus з'являється із сумки на 6–7 місяць, годується молоком 8–11 місяців, відділяється від матері на 18–36 місяць, самиці досягають статевої зрілості в 24–36 місяців. У природних популяціях були знайдені особини T. vulpecula віком 13 років а T. caninus віком 17 років.

## Розповсюдження
Живе в Австралії, T. vulpecula на о. Тасманія деяких інших прибережних островах, введений на Нову Зеландію. Головним чином живуть у лісах, але T. vulpecula може жити й у безлісих місцевостях і тоді вони живуть у отворах чи норах інших тварин, іноді цей вид навіть трапляється у напівпустелях, де він знаходить прихисток серед евкаліптів, що ростуть по руслах струмків. Постійні популяції T. vulpecula трапляються у парках міст, у приміських садах, знаходячи притулок на дахах будинків.         

## Види
- Trichosurus arnhemensis — Кузу арнхемський
- Trichosurus caninus — Кузу собачий
- Trichosurus cunninghami — Кузу Канінгема
- Trichosurus johnstonii — Кузу Джонсона
- Trichosurus vulpecula — Кузу лисячий